# Les Romagueres
Les Romagueres és una masia d'Osor (Selva) inclosa a l'Inventari del Patrimoni Arquitectònic de Catalunya. El mas de les Romagueres està ubicat a les envistes de Sant Gregori, més amunt del Cruset. Les Romagueres es tracta d'una masia de planta rectangular, que consta de planta baixa i dos pisos superiors i que està coberta amb una teulada a dues aigües de vessants a laterals.

## Descripció
La planta baixa destaca el gran portal d'arc de mig punt, equipat amb unes grans dovelles molt ben escairades i treballades. En la dovella central s'aprecia la data de 1738. Tant en el primer com en el segon pis proliferen les obertures rectangulars equipades amb llinda monolítica, muntants de pedra i ampit treballat.
La masia està ubicada en un terreny molt irregular com és un pendent de cara a la vall, cosa que li proporciona unes vistes magnífiques per a poder albirar una gran extensió de territori. Per tal de salvar el desnivell físic existent, s'ha construït uns fonaments molt sòlids que s'han traduït a la pràctica en una estructura aterrassada, composta a base de pedruscall en forma de grans blocs de pedra totalment irregulars i sense desbastar i treballar i còdols lligats amb morter de calç.
Precisament per gaudir i disfrutar de la contemplació d'aquestes magnífiques vistes hi ha la gran galeria ubicada a la façana lateral que dona a la vall, de dos nivells i un pis inferior tancat.
Pel que fa al tema dels materials, prima per sobre de tot la pedra en format de blocs de pedra totalment irregulars i sense desbastar i treballar i còdols, tot lligat amb morter de calç. Paral·lelament trobem la pedra sorrenca localitzada en les dovelles del portal d'arc de mig punt i en les llindes, muntants i ampits de les respectives obertures del primer i segon pis.
Tot i l'edat avançada del mas, aquest presenta un magnífic estat de conservació.
A l'interior de la masia hi ha una capella dedicada a Sant Ramon Nonat.
L'accés al mas està tancat i regulat per una construcció petita de planta rectangular coberta amb una teulada a dues aigües de vessants a laterals. Una construcció que podria haver actuat en origen com a graner, magatzem o com a dependències de treball i que està composta a base de grans blocs de pedra totalment irregulars, sense desbastar i treballar, i còdols lligats amb morter de calç.

## Història
El gran casal de les Romagueres fou especialment important a la baixa edat mitjana. En època medieval els propietaris de la Romaguera eren els més poderosos d'Osor, fet pel qual durant el segle xiv intentaren escalar la categoria de domus, que de ben segur devien aconseguir. L'any 1316 no era casa forta, però sí que ho era el 1398.
Al segle xv els seus propietaris, batlles, ostentaven la que anomenaren batllia de Romagueres. L'edifici actual data d'una gran reforma del segle xviii (1738 a la clau). Es tracta d'un antic casal, de la família Vinyes, fortificat.